# Pyrethrum tatsienense
Pyrethrum tatsienense là một loài thực vật có hoa trong họ Cúc. Loài này được (Bureau & Franch.) Ling ex C.Shih miêu tả khoa học đầu tiên năm 1979.